# コトリ・ブリッジ
コトリ・ブリッジ（ウルドゥー語: کوٹری پل、英: Kotri Bridge）は、パキスタン・イスラム共和国シンド州のコトリおよびハイデラバード間のインダス川に架かる鉄道道路併用橋である。
当橋梁は、1900年5月25日に開通しており、1931年に再建されている。
当橋梁は、連続6径間、かつ総延長1,948フィート (594 m)の橋梁である。
当橋梁は、中央に単線の線路があり、線路の両側を道路が通っている。
1980年代初頭に、増加する鉄道輸送量に対応するために、古い当橋梁の上流側に並んで、他の鉄道橋が架橋されている。
その橋梁は、メヘラン鉄道橋 (Mehran Railway Bridge) として知られている。
コトリ・ブリッジは、片方向の鉄道交通および双方向の道路交通のために、継続して利用されている。

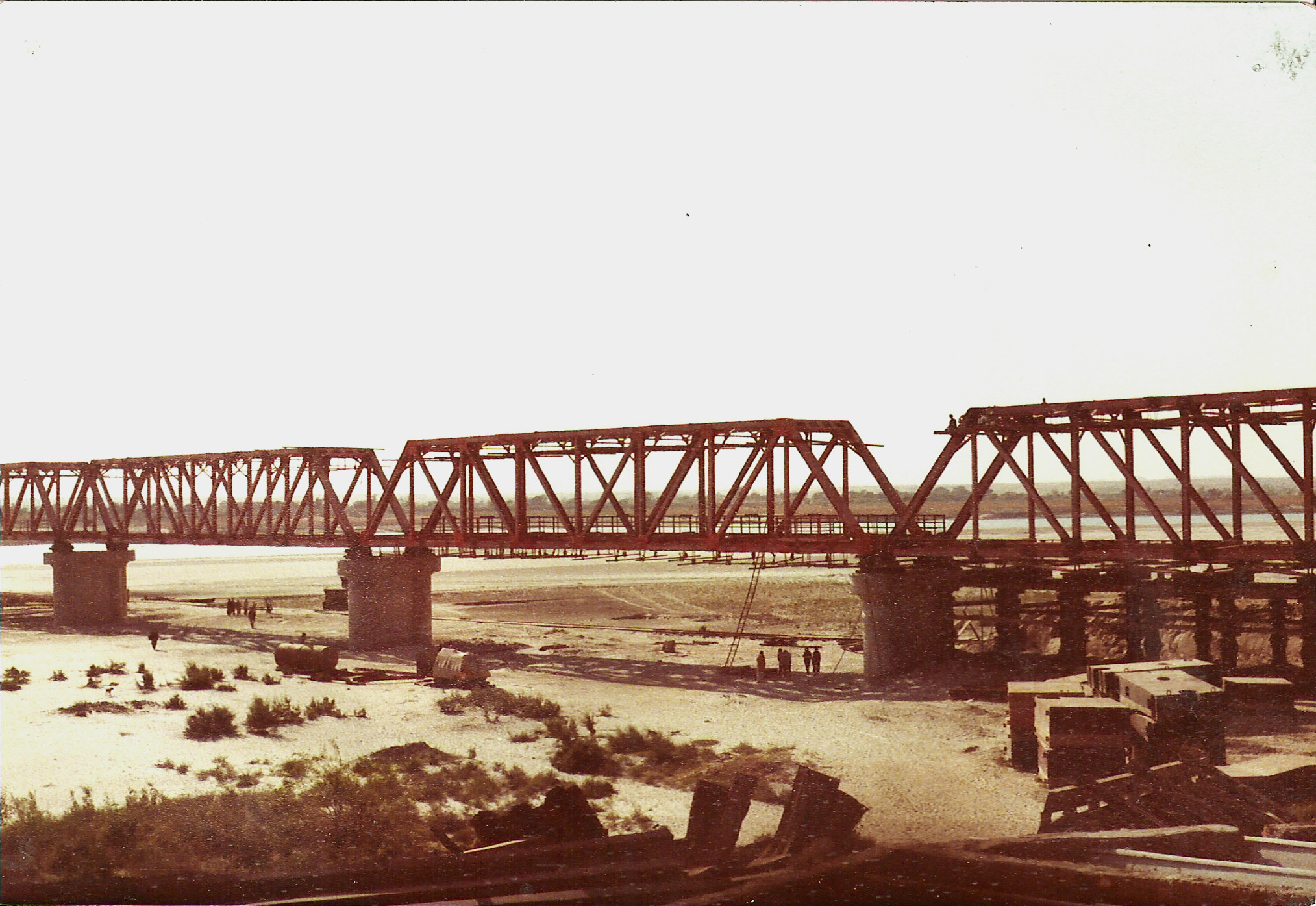
建設中のメヘラン鉄道橋（1972年頃?）